# أمرالله (أوجان الغربي)
أمرالله (بالفارسية: امرالله) هي مستوطنة تقع في إيران في قسم أوجان الغربي الريفي. يقدر عدد سكانها بـ 389 نسمة .